# Kloster Langen
Das Kloster Langen, auch Langermonka, ist ein ehemaliges Doppelkloster der Prämonstratenser in Ostfriesland.

## Geschichte
Bis dato ist unklar, wann die Prämonstratenser das Kloster gründeten. Hemmo Suur vermutete in seiner 1838 erschienenen Geschichte der ehemaligen Klöster in der Provinz Ostfriesland: ein Versuch eine Gründung in der zweiten Hälfte des 12. Jahrhunderts, Gerhard Streich hält in seinem Werk Klöster, Stifte und Kommenden in Niedersachsen vor der Reformation eine Anlage um 1240 für wahrscheinlich und Norbert Backmund hält in seiner Monasticon Praemonstratense aus dem Jahre 1952 eine Anlage nach 1235 für denkbar.
Fest steht hingegen, dass die Initiative für den Klosterbau von Prämonstratensern aus der niederländischen Abtei Oldenklooster bei Kloosterburen (De Marne) ausging, dass selbst erst nach 1163 angelegt wurde. Die Prämonstratenser errichteten ihre neue Abtei in der Nähe des Ortes Langen bei Emden am Ufer der Ems und weihten diese dem Heiligen Jakob. Erstmals wird das Kloster 1255 in einem Friedensvertrag zwischen der Stadt Bremen und den Bewohnern des Emsiger- sowie des Norderlandes urkundlich erwähnt. 1290 wurden in einem Visitationsbericht 100 Klosterinsassen genannt, wobei in dem Bericht nicht zwischen Konventualen und Laienmitgliedern unterschieden wurde. Während der Großen Pestepidemie des Mittelalters erlagen im Kloster im Jahre 1355 50 Personen der Krankheit. Auch dabei ist unklar, ob es sich um Laien oder Konventuale handelte, so dass eine genaue Größenbestimmung des Konvents nicht möglich ist. Im Jahre 1374 entließ das Mutterkloster Langen aus seinem Aufsichtsrecht.
Anfang des 15. Jahrhunderts geriet Langen in eine schwere Krise. Seit den 1430er Jahren häuften sich Beschwerden, in denen die geringe Zahl der Konventualen, die mangelnde Disziplin, wirtschaftliche Probleme sowie die übermäßige Aufnahme von Konversen gerügt wurde. Daraufhin ordnete der Propst Popatus von Riepe im Jahre 1434 eine Trennung des Klosters in ein Männer- und ein Frauenkonvent sowie die Unterstellung Langens unter die Kontrolle des Abtes des Zisterzienserklosters Termunten an. Popatus scheiterte jedoch mit seinen Reformvorhaben und trat bereits 1437 wieder von seinem Amt zurück. Auch die Trennung des Konventes wurde nicht durchgeführt. In der Folgezeit misslangen alle Versuche, die Verhältnisse im Kloster neu zu regeln. Dies änderte sich erst, als Sebastian von Hulst 1474 zum Propst ernannt wurde. Unter seiner Ägide wurden die disziplinarischen Probleme beseitigt. Die wirtschaftliche Situation Langens blieb dagegen schwierig. Unter seinem Nachfolger Johann Boermel (ab 1479) wurde Langen schließlich in einen reinen Frauenkonvent umgewandelt. Die ökonomischen Probleme blieben jedoch weiter bestehen und verstärkten sich noch, als Langen bei schweren Sturmfluten stark in Mitleidenschaft gezogen wurde. Daraufhin erlaubte das Generalkapitel des Prämonstratenserordens im Jahre 1499 eine Verlegung des Klosters nach Blauhaus. Langen wurde danach wohl noch einige Jahre als Gutshof unter dem Namen Logumer Vorwerk bewirtschaftet, ehe es vollständig in den Fluten versank. Ab dem Jahre 1500 gab es im Kloster nur noch Schwestern und spätestens 1529 war die Verlegung vollständig abgeschlossen.
Bis heute sind vom Kloster Langen viele Urkunden erhalten, die im Niedersächsischen Staatsarchiv in Aurich verwahrt werden. Es handelt sich dabei um 134 Originale sowie 296 Stücke in einem Kopialbuch sowie ein um 1500 angelegtes Güterverzeichnis.